# María Cecilia del Risco
María Cecilia del Risco Ameta (ur. 23 sierpnia 1960 w Limie) – peruwiańska siatkarka. Reprezentantka kraju na igrzyskach olimpijskich w Montrealu, Moskwie i Los Angeles. Na mistrzostwach świata w Peru zajęła z drużyną narodową drugie miejsce. Srebrna i brązowa medalistka igrzysk panamerykańskich, odpowiednio w 1979 i 1983. Medalistka mistrzostw Ameryki Południowej.